# Šiluva
Šiluva (ryska: Шулува) är en ort i Litauen. Den ligger i den centrala delen av landet, 160 km nordväst om huvudstaden Vilnius. Šiluva ligger 142 meter över havet och antalet invånare är 800.
Terrängen runt Šiluva är huvudsakligen platt. Šiluva ligger uppe på en höjd. Runt Šiluva är det ganska glesbefolkat, med 28 invånare per kvadratkilometer. Närmaste större samhälle är Raseiniai, 19,1 km söder om Šiluva. Trakten runt Šiluva består till största delen av jordbruksmark.